# Epoché edizioni
Epoché Edizioni è stata una casa editrice italiana che pubblicava letteratura dell'Africa australe e mediterranea, dei Caraibi, dell'oceano Pacifico e del Medio Oriente.
È stata fondata nel 2003 da Gaia Amaducci e il nome deriva dalla parola greca epoché.
Nel 2010 ha sostenuto WikiAfrica, un progetto che ha l'obiettivo aumentare la qualità e la quantità dei contenuti africani su Wikipedia e i progetti Wikimedia e ha adottato una licenza CC BY-SA su una parte della sua documentazione.
La casa editrice ha chiuso nel 2013.

## Approccio
La casa editrice aveva tre collane: cauri, poiesis, togu-na.
Tra gli autori pubblicati: 
- Ghada Abdel Aal
- Ahmed Abodehman
- Valentina Acava Mmaka
- Marco Aime
- Erick de Armas
- Sefi Atta
- Salim Bachi
- Najwa Barakat

- Calixthe Beyala
- John Berger
- Bessora
- Nella Bielski
- Rachid Boudjedra
- Mahmud Darwish
- Mohammed Dib
- Emmanuel Dongala

- Olaudah Equiano
- Loriane K.
- Ahmadou Kourouma
- Simão Kikamba
- Leïla Marouane
- Kettly Mars
- Maria Mazzola (a cura di)
- Sabrina Mervin (a cura di)
- Léonora Miano
- Kgebetli Moele

- Joseph N'Diaye
- Shenaz Patel
- Sony Labou Tansi
- Frank Tenaille
- Lawa Tokou
- Lyonel Trouillot
- Kateb Yacine